# Trolleybus Bern
| Trolleybusnetz ab dem 11. Dezember 2022 |                                        |                                |                                |
| Streckenlänge: | 21.7 km                                |                                |                                |
| Stromsystem: | 600 V =                                |                                |                                |
| |                                        |                                |                                |
| Betreiber: | Städtische Verkehrsbetriebe Bern (SVB) |                                |                                |
| Eröffnung: | 29. Oktober 1940                       |                                |                                |
| Linien: | 3                                      |                                |                                |
| Haltestellen: | 35                                     |                                |                                |
| Fahrzeuge: | 28                                     |                                |                                |
| \| \| \| \| \| \| \| \| 20 Wankdorf Bahnhof \| \| \| \| \| \| \| \| \| \| Wyler \| \| \| \| \| Morgartenstrasse \| \| \| \| \| Markuskirche \| \| \| \| \| Breitfeld \| \| \| \| \| Wyleregg \| \| \| \| \| Lorraine \| \| \| \| \| Gewerbeschule \| \| \| \| \| Kehrschlaufe Neufeld \| \| \| \| \| 11 Neufeld P+R \| \| \| \| \| Brückfeld \| \| \| \| \| Engeried \| \| \| \| \| Bierhübeli \| \| \| \| \| Henkerbrünnli \| \| \| \| \| \| \| \| \| \| \| \| \| \| \| \| \| \| \| \| Bollwerk \| \| \| \| \| Kehrschlaufe Zentrum Paul Klee \| \| \| \| \| 12 Zentrum Paul Klee \| \| \| \| \| Bitziusstrasse \| \| \| \| \| Schosshalde \| \| \| \| \| Tavelweg \| \| \| \| \| Seminar \| \| \| \| \| Liebegg \| \| \| \| \| Bärengraben \| \| \| \| \| Nydegg \| \| \| \| \| Rathaus \| \| \| \| \| Zytglogge \| \| \| \| \| Bärenplatz \| \| \| \| \| \| \| \| \| \| 11 Bern Bahnhof \| \| \| \| \| Kehrschlaufe Bahnhof \| \| \| \| \| \| \| \| \| \| Hirschengraben \| \| \| \| \| Inselplatz \| \| \| \| \| Inselspital \| \| \| \| \| Inselpark \| \| \| \| \| 12 Holligen \| \| \| \| \| Kehrschlaufe Holligen \| \| \| \| \| Schanzenstrasse \| \| \| \| \| Universität \| \| \| \| \| Mittelstrasse \| \| \| \| \| Unitobler \| \| \| \| \| 20 Länggasse \| \| \| \| \| Kehrschlaufe Länggasse \| \| \| \| \| Kocherpark \| \| \| \| \| Kaufmännischer Verband \| \| \| \| \| Loryplatz \| \| \| \| \| Schlossmatte \| \| \| \| \| Steigerhubel \| \| \| \| \| Ausserholligen Bahnhof \| \| \| \| \| Bümpliz Unterführung \| \| \| \| \| \| \| \| \| \| Bümpliz Höhe \| \| \| \| \| Bümpliz Post \| \| \| \| \| Bachmätteli \| \| \| \| \| Statthalterstrasse \| \| \| \| \| Bümpliz \| \| \| \| \| Kehrschlaufe Bümpliz \| \| \| \| \| Stöckacker \| \| \| \| \| Bethlehem Säge \| \| \| \| \| Bethlehem Kirche \| \| \| \| \| Tscharnergut \| \| \| \| \| Holenacker \| \| \| \| \| Gäbelbach \| \| \| \| \| Kehrschlaufe Gäbelbach \| \| |                                        |                                |                                |
| U-Bahn-Strecke von links · U-Bahn-Strecke geradeaus und quer · U-Bahn-Strecke von rechts |                                        |                                |                                |
| U-Bahn-Strecke · U-Bahn-Bahnhof |                                        | 20 Wankdorf Bahnhof            | 20 Wankdorf Bahnhof            |
| U-Bahn-Abzweig geradeaus und von links · U-Bahn-Strecke quer · U-Bahn-Strecke nach rechts |                                        |                                |                                |
| U-Bahn-Haltepunkt / Haltestelle |                                        | Wyler                          | Wyler                          |
| U-Bahn-Haltepunkt / Haltestelle |                                        | Morgartenstrasse               | Morgartenstrasse               |
| U-Bahn-Haltepunkt / Haltestelle |                                        | Markuskirche                   | Markuskirche                   |
| U-Bahn-Haltepunkt / Haltestelle |                                        | Breitfeld                      | Breitfeld                      |
| U-Bahn-Haltepunkt / Haltestelle |                                        | Wyleregg                       | Wyleregg                       |
| U-Bahn-Haltepunkt / Haltestelle |                                        | Lorraine                       | Lorraine                       |
| U-Bahn-Haltepunkt / Haltestelle |                                        | Gewerbeschule                  | Gewerbeschule                  |
| U-Bahn-Strecke |                                        | Kehrschlaufe Neufeld           | Kehrschlaufe Neufeld           |
| U-Bahn-Strecke · U-Bahn-Bahnhof |                                        | 11 Neufeld P+R                 | 11 Neufeld P+R                 |
| U-Bahn-Strecke · U-Bahn-Haltepunkt / Haltestelle |                                        | Brückfeld                      | Brückfeld                      |
| U-Bahn-Strecke · U-Bahn-Haltepunkt / Haltestelle |                                        | Engeried                       | Engeried                       |
| U-Bahn-Strecke · U-Bahn-Haltepunkt / Haltestelle |                                        | Bierhübeli                     | Bierhübeli                     |
| U-Bahn-Strecke · U-Bahn-Haltepunkt / Haltestelle |                                        | Henkerbrünnli                  | Henkerbrünnli                  |
| U-Bahn-Abzweig geradeaus und von links · U-Bahn-Strecke geradeaus und quer · U-Bahn-Abzweig geradeaus und nach rechts |                                        |                                |                                |
| U-Bahn-Strecke · U-Bahn-Strecke geradeaus |                                        |                                |                                |
| |                                        |                                |                                |
| U-Bahn-Haltepunkt / Haltestelle |                                        | Bollwerk                       | Bollwerk                       |
| U-Bahn-Strecke |                                        | Kehrschlaufe Zentrum Paul Klee | Kehrschlaufe Zentrum Paul Klee |
| U-Bahn-Bahnhof · U-Bahn-Strecke |                                        | 12 Zentrum Paul Klee           | 12 Zentrum Paul Klee           |
| U-Bahn-Haltepunkt / Haltestelle · U-Bahn-Strecke |                                        | Bitziusstrasse                 | Bitziusstrasse                 |
| U-Bahn-Haltepunkt / Haltestelle · U-Bahn-Strecke |                                        | Schosshalde                    | Schosshalde                    |
| U-Bahn-Haltepunkt / Haltestelle · U-Bahn-Strecke |                                        | Tavelweg                       | Tavelweg                       |
| U-Bahn-Haltepunkt / Haltestelle · U-Bahn-Strecke |                                        | Seminar                        | Seminar                        |
| U-Bahn-Haltepunkt / Haltestelle · U-Bahn-Strecke |                                        | Liebegg                        | Liebegg                        |
| U-Bahn-Haltepunkt / Haltestelle · U-Bahn-Strecke |                                        | Bärengraben                    | Bärengraben                    |
| U-Bahn-Haltepunkt / Haltestelle · U-Bahn-Strecke |                                        | Nydegg                         | Nydegg                         |
| U-Bahn-Haltepunkt / Haltestelle · U-Bahn-Strecke |                                        | Rathaus                        | Rathaus                        |
| U-Bahn-Haltepunkt / Haltestelle · U-Bahn-Strecke |                                        | Zytglogge                      | Zytglogge                      |
| U-Bahn-Haltepunkt / Haltestelle · U-Bahn-Strecke |                                        | Bärenplatz                     | Bärenplatz                     |
| |                                        |                                |                                |
| U-Bahn-Bahnhof · U-Bahn-Bahnhof · U-Bahn-Strecke geradeaus |                                        | 11 Bern Bahnhof                | 11 Bern Bahnhof                |
| U-Bahn-Strecke · U-Bahn-Strecke nach links · U-Bahn-Strecke nach rechts |                                        | Kehrschlaufe Bahnhof           | Kehrschlaufe Bahnhof           |
| U-Bahn-Abzweig ehemals geradeaus und nach links · U-Bahn-Abzweig quer und von rechts · U-Bahn-Strecke von rechts |                                        |                                |                                |
| U-Bahn-Haltepunkt / Haltestelle (Strecke außer Betrieb) · U-Bahn-Haltepunkt / Haltestelle · U-Bahn-Strecke |                                        | Hirschengraben                 | Hirschengraben                 |
| U-Bahn-Strecke (außer Betrieb) · U-Bahn-Haltepunkt / Haltestelle · U-Bahn-Strecke |                                        | Inselplatz                     | Inselplatz                     |
| U-Bahn-Strecke (außer Betrieb) · U-Bahn-Haltepunkt / Haltestelle · U-Bahn-Strecke |                                        | Inselspital                    | Inselspital                    |
| U-Bahn-Strecke (außer Betrieb) · U-Bahn-Haltepunkt / Haltestelle · U-Bahn-Strecke |                                        | Inselpark                      | Inselpark                      |
| U-Bahn-Strecke (außer Betrieb) · U-Bahn-Bahnhof · U-Bahn-Strecke |                                        | 12 Holligen                    | 12 Holligen                    |
| U-Bahn-Strecke (außer Betrieb) · U-Bahn-Strecke |                                        | Kehrschlaufe Holligen          | Kehrschlaufe Holligen          |
| U-Bahn-Strecke (außer Betrieb) · U-Bahn-Haltepunkt / Haltestelle |                                        | Schanzenstrasse                | Schanzenstrasse                |
| U-Bahn-Strecke (außer Betrieb) · U-Bahn-Haltepunkt / Haltestelle |                                        | Universität                    | Universität                    |
| U-Bahn-Strecke (außer Betrieb) · U-Bahn-Haltepunkt / Haltestelle |                                        | Mittelstrasse                  | Mittelstrasse                  |
| U-Bahn-Strecke (außer Betrieb) · U-Bahn-Haltepunkt / Haltestelle |                                        | Unitobler                      | Unitobler                      |
| U-Bahn-Strecke (außer Betrieb) · U-Bahn-Bahnhof |                                        | 20 Länggasse                   | 20 Länggasse                   |
| U-Bahn-Strecke (außer Betrieb) |                                        | Kehrschlaufe Länggasse         | Kehrschlaufe Länggasse         |
| U-Bahn-Haltepunkt / Haltestelle (Strecke außer Betrieb) |                                        | Kocherpark                     | Kocherpark                     |
| U-Bahn-Haltepunkt / Haltestelle (Strecke außer Betrieb) |                                        | Kaufmännischer Verband         | Kaufmännischer Verband         |
| U-Bahn-Haltepunkt / Haltestelle (Strecke außer Betrieb) |                                        | Loryplatz                      | Loryplatz                      |
| U-Bahn-Haltepunkt / Haltestelle (Strecke außer Betrieb) |                                        | Schlossmatte                   | Schlossmatte                   |
| U-Bahn-Haltepunkt / Haltestelle (Strecke außer Betrieb) |                                        | Steigerhubel                   | Steigerhubel                   |
| U-Bahn-Haltepunkt / Haltestelle (Strecke außer Betrieb) |                                        | Ausserholligen Bahnhof         | Ausserholligen Bahnhof         |
| U-Bahn-Haltepunkt / Haltestelle (Strecke außer Betrieb) |                                        | Bümpliz Unterführung           | Bümpliz Unterführung           |
| |                                        |                                |                                |
| U-Bahn-Haltepunkt / Haltestelle (Strecke außer Betrieb) · U-Bahn-Strecke (außer Betrieb) |                                        | Bümpliz Höhe                   | Bümpliz Höhe                   |
| U-Bahn-Haltepunkt / Haltestelle (Strecke außer Betrieb) · U-Bahn-Strecke (außer Betrieb) |                                        | Bümpliz Post                   | Bümpliz Post                   |
| U-Bahn-Haltepunkt / Haltestelle (Strecke außer Betrieb) · U-Bahn-Strecke (außer Betrieb) |                                        | Bachmätteli                    | Bachmätteli                    |
| U-Bahn-Haltepunkt / Haltestelle (Strecke außer Betrieb) · U-Bahn-Strecke (außer Betrieb) |                                        | Statthalterstrasse             | Statthalterstrasse             |
| U-Bahn-Bahnhof (Strecke außer Betrieb) · U-Bahn-Strecke (außer Betrieb) |                                        | Bümpliz                        | Bümpliz                        |
| U-Bahn-Strecke (außer Betrieb) |                                        | Kehrschlaufe Bümpliz           | Kehrschlaufe Bümpliz           |
| U-Bahn-Haltepunkt / Haltestelle (Strecke außer Betrieb) |                                        | Stöckacker                     | Stöckacker                     |
| U-Bahn-Haltepunkt / Haltestelle (Strecke außer Betrieb) |                                        | Bethlehem Säge                 | Bethlehem Säge                 |
| U-Bahn-Haltepunkt / Haltestelle (Strecke außer Betrieb) |                                        | Bethlehem Kirche               | Bethlehem Kirche               |
| U-Bahn-Haltepunkt / Haltestelle (Strecke außer Betrieb) |                                        | Tscharnergut                   | Tscharnergut                   |
| U-Bahn-Haltepunkt / Haltestelle (Strecke außer Betrieb) |                                        | Holenacker                     | Holenacker                     |
| U-Bahn-Bahnhof (Strecke außer Betrieb) |                                        | Gäbelbach                      | Gäbelbach                      |
| |                                        | Kehrschlaufe Gäbelbach         |                                |

Der Trolleybus Bern ist das Trolleybus-System der schweizerischen Bundesstadt Bern. Betrieben wird er vom Verkehrsunternehmen Städtische Verkehrsbetriebe Bern, abgekürzt SVB, welches seit 2000 meist unter der Marketingbezeichnung Bernmobil auftritt. Dieses betreibt auch die seit 1890 bestehende Strassenbahn Bern und einen Grossteil des 1924 aufgenommenen städtischen Omnibusverkehrs. Der Trolleybus ging 1940 in Betrieb und besteht heute aus drei Linien mit einer kumulierten Länge von 21,7 Kilometern, die insgesamt 35 Haltestellen bedienen. Wie die übrigen Verkehrsmittel der Region ist auch der Berner Trolleybus in den Tarifverbund Bern-Solothurn integriert.

## Linien
Das Liniennetz gilt in dieser Form seit dem 15. Dezember 2019. Die Linien wurden dazu umgruppiert.
| Linie | Streckenverlauf                                                         | Linienart        | Haltestellen | Takt Montags-Freitags |
| ----- | ----------------------------------------------------------------------- | ---------------- | ------------ | --------------------- |
| 11    | Bern Bahnhof – Bollwerk – Brückfeld – Neufeld P+R                       | Radiallinie      | 7            | 7,5 bis 10 Minuten    |
| 12    | Holligen – Inselspital – Bern Bahnhof – Schosshalde – Zentrum Paul Klee | Durchmesserlinie | 17           | 5 bis 6 Minuten       |
| 20    | Länggasse – Bern Bahnhof – Bollwerk – Wyleregg – Wankdorf Bahnhof       | Durchmesserlinie | 15           | 4 bis 6 Minuten       |

## Verkehrsleistung
2010 erbrachte der Trolleybus Bern folgende Verkehrsleistung:
- Gefahrene Kilometer: 1.439.000, dies entspricht 15 Prozent der gesamten Verkehrsleistung von Bernmobil
- Beförderte Personen: 21.762.000, dies entspricht 23 Prozent der gesamten Verkehrsleistung von Bernmobil
- Personenkilometer: 29.376.000, dies entspricht 16 Prozent der gesamten Verkehrsleistung von Bernmobil

## Geschichte

### Anfänge des Trolleybusnetzes
Am 2. und 3. Dezember 1939 beschlossen die Stadtberner Stimmbürger, als drittes städtisches Verkehrsmittel den Trolleybus einzuführen. Dieser nahm am 29. Oktober 1940 den Betrieb auf der Linie S – die später in Linie 12 umbenannt wurde – zwischen Bärengraben und Schosshalde auf und diente vorerst nur als Strassenbahn-Zubringer. Zuständig war anfangs die Städtische Strassenbahnen Bern (SSB), während für den Autobusverkehr die Gesellschaft Stadt-Omnibus Bern (SOB) verantwortlich war. Erst zum 1. September 1947 fusionierten beide Unternehmen zu den Städtischen Verkehrsbetrieben Bern.
Am 22. Januar 1941 übernahm die fortan 4,22 Kilometer lange Trolleybuslinie 12 schliesslich auch das Teilstück von Bern Bahnhof bis Bärengraben von der Strassenbahnlinie 8. 
Aufgrund von Treibstoffmangel wurde am 5. Juli 1941 auch die 3,7 Kilometer lange Autobuslinie nach Bümpliz auf Trolleybus umgestellt. Um Kreuzungen mit der Strassenbahn zu vermeiden, mussten die Fahrgäste in und aus Richtung Innenstadt an der Haltestelle Insel umsteigen. Am 9. Mai 1948 erfolgte die Rückumstellung der Bümplizer Linie auf Autobusbetrieb.

### Netzerweiterungen
1961 wurde die Autobuslinie von Bern Bahnhof bis Länggasse elektrifiziert und mit der Trolleybuslinie 12 in die Schosshalde verbunden. Bis 1959 verkehrte dort die Strassenbahn.
Am 24. September 1972 bejahten die Stimmbürger die Vorlage zur Elektrifizierung von drei weiteren Autobuslinien, dies betraf:
- die Linie 14 Bern Bahnhof – Ausserholligen Bahnhof – Gäbelbach am 27. Oktober 1974
- die Linie 20 Bern Bahnhof – Wyler am 15. April 1975
- die Linie 13 Bern Bahnhof – Ausserholligen Bahnhof – Bümpliz am 28. Juli 1975

Die Linien 13 und 14 wurden im Zuge der Elektrifizierung ausserdem verlängert. 
Zusätzlich folgte am 18. Mai 1977 die Linie 11 vom Güterbahnhof nach Brückfeld. Diese wiederum wurde am 5. Mai 1992 um knapp einen halben Kilometer zum neuen Park-and-Ride-Parkhaus Neufeld verlängert.
Am 20. Juni 2005 erfolgte eine Verlängerung der Linie 12 um circa 650 Meter von der Schosshalde bis zum Zentrum Paul Klee.
Damit hatte das Berner Trolleybusnetz seine grösste Ausdehnung erreicht und verkehrte auf folgenden Linien elektrisch:
| Linie | Streckenverlauf                                                                   | Linienart        | Haltestellen |
| ----- | --------------------------------------------------------------------------------- | ---------------- | ------------ |
| 11    | Güterbahnhof – Inselspital – Bern Bahnhof – Bollwerk – Brückfeld – Neufeld P+R    | Durchmesserlinie | 11           |
| 12    | Länggasse – Bern Bahnhof – Schosshalde – Zentrum Paul Klee                        | Durchmesserlinie | 17           |
| 13    | Bern Bahnhof – Ausserholligen Bahnhof – Bümpliz                                   | Radiallinie      | 14           |
| 14    | Bern Bahnhof – Ausserholligen Bahnhof – Stöckacker – Bethlehem Kirche – Gäbelbach | Radiallinie      | 15           |
| 20    | Bern Bahnhof – Bollwerk – Wyler – Wankdorf Bahnhof                                | Radiallinie      | 10           |

### Verkleinerung im Zuge des ProjektsTram Bern West
Bereits zum 1. Juli gleichen Jahres schrumpfte das Trolleybusnetz dann wieder deutlich, als die Linien 13 nach Bümpliz und 14 nach Gäbelbach im Zuge des Projekts Tram Bern West für die Dauer der Bauarbeiten vorübergehend auf Autobusbetrieb umgestellt wurden. Seit dem 12. Dezember 2010 verlaufen nun die beiden Tramlinien 7 und 8 auf den ehemaligen Trolleybusstrecken, wobei die Linie 7 nach Bümpliz verkehrt und die Linie 8 den ehemaligen Ast nach Gäbelbach übernommen hat, der zudem um zwei Stationen bis Brünnen Westside Bahnhof verlängert wurde.
Seit dem 13. Dezember 2015 fährt die Trolleybuslinie 11 nicht mehr zum Güterbahnhof, sondern auf der Freiburgstrasse via Inselspital nach Holligen. Die frühere Haltestelle Inselspital, die sich circa 200 Meter vom Spitalhauptgebäude entfernt befindet, wurde in Inselplatz umbenannt und die Haltestelle Güterbahnhof wird neu von der Postauto-Linie 101 bedient.

### Neuordnung
Mit dem Fahrplanwechsel am 15. Dezember 2019 wurden die Linienäste westlich des Bahnhofs getauscht: Linie 11 wurde von Neufeld zum Bahnhof verkürzt, Linie 12 von der Länggasse nach Holligen verlegt und Linie 20 vom Bahnhof zur Länggasse verlängert. Anschliessend fuhren die Verstärker der Linie 20 mit Gas- oder Dieselbussen vorübergehend als eigenständige Linie 18 zwischen Bahnhof und Wyleregg, die allerdings in Folge der COVID-19-Pandemie eingestellt wurde.

### Zukünftige Verlängerung nach Köniz
Die Autobuslinie 10 zwischen Köniz im Süden und Ostermundigen im Nordosten weist aktuell eine starke Fahrgastnachfrage auf. Um die Situation zu verbessern ist geplant, den nordöstlichen Teil künftig auf Tram umzustellen. Für den Südteil ist der Einsatz von Doppelgelenktrolleybussen auf dem Abschnitt zwischen Bern Bahnhof und Köniz Schliern vorgesehen, daher ist eine teilweise Elektrifizierung der Strecke geplant. Erstellt werden soll ein neuer Oberleitungsabschnitt zwischen der Haltestelle Monbijou und Brühlplatz. Auf dem Restabschnitt von Brühlplatz nach Schliern sollen die Fahrzeuge im Akkubetrieb verkehren. Potenzielle Ladestationen in Köniz, Schloss und an der Endstelle Köniz, Schliern wurden ebenfalls geprüft.
Die notwendigen Arbeiten sollen Ende 2024 beginnen, der Betrieb ist ab Jahresende 2025 geplant.

## Fahrzeuge

### Gegenwärtiger Bestand
Als Ersatz für die Swisstrolley 2 und um grössere Beförderungskapazitäten zu schaffen, bekam Bern in den Jahren 2017 bis 2019 folgende Wagen:

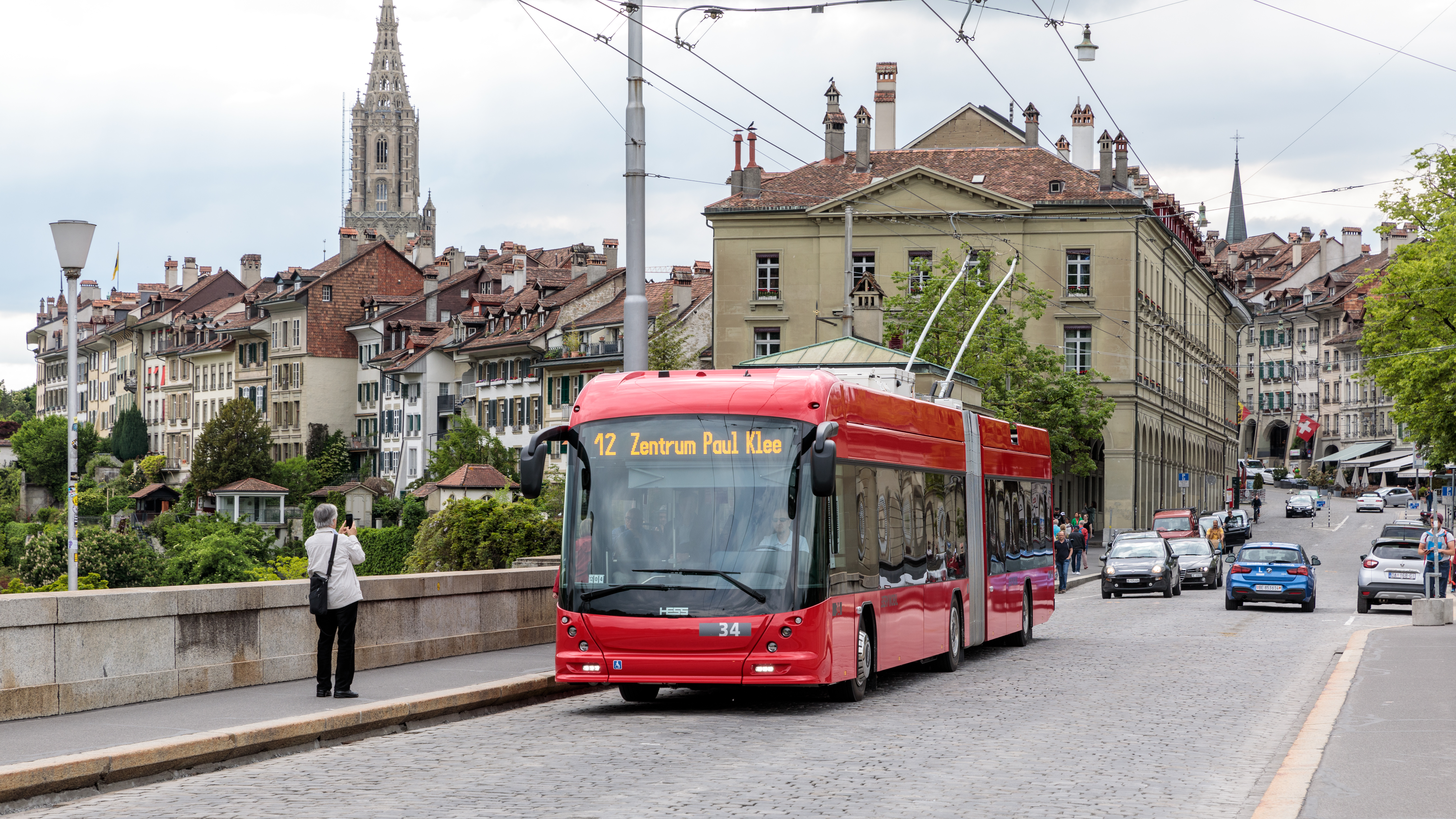
Hess Swisstrolley auf der Nydeggbrücke

- Gelenktrolleybusse 21II bis 28II 2017 (Swisstrolley 5)
- Gelenktrolleybusse 31II bis 36II 2018 (Swisstrolley 5)[6]

- Doppelgelenktrolleybusse 41II bis 47II 2018 (Hess lighTram 5)
- Doppelgelenktrolleybusse 48II bis 54II 2019 (Hess lighTram 5)[7]

Ursprünglich waren Swisstrolley 5 bis Nummer 39 vorgesehen. Stattdessen waren drei storniert und sieben weitere Doppelgelenktrolleybusse bestellt. Wegen Änderungen im Vergleich zu den Wagen 21–28 begann man eine neue Serie mit der Nummer 31, somit bleiben die Nummern 29 und 30 frei. Somit stehen 14 Swisstrolley 5 und 14 Hess lighTram 5 zur Verfügung.

### Ehemaliger Bestand
| Nummern    | Stück | Baujahre  | Einsatzjahre | Hersteller                                | Elektrik     | Typ                     | Bemerkungen                                         |
| ---------- | ----- | --------- | ------------ | ----------------------------------------- | ------------ | ----------------------- | --------------------------------------------------- |
| 1, 2, 9–12 | 06    | 1940–1941 | 1940–1966    | FBW / Ramseier & Jenzer / Gangloff        | BBC / MFO    | 1                       | Solo                                                |
| 3–8        | 06    | 1940–1941 | 1940–1965    | Saurer / Gangloff                         | MFO          | 4 TP                    | Solo                                                |
| 13–16      | 04    | 1942      | 1942–1966    | FBW / Gangloff                            | BBC          | 2                       | Solo                                                |
| 17         | 01    | 1942      | 1942–1967    | Saurer / Ramseier & Jenzer                | MFO          | 4 TP                    | Solo                                                |
| 21–29      | 09    | 1961      | 1961–1998    | FBW / Ramseier & Jenzer                   | MFO          | GTr51                   | Gelenk, Spitzname Flipperkasten                     |
| 30–55      | 26    | 1974      | 1974–2006    | FBW / Hess / Ramseier & Jenzer / Gangloff | SAAS         | 91 GTL                  | Gelenk, ab Nummer 46 mit VST-Einheitslackierung (1) |
| 56–61      | 06    | 1977      | 1977–2006    | FBW / Hess                                | SAAS         | 91 GTL                  | Gelenk, VST-Einheitslackierung                      |
| 62–66      | 05    | 1985      | 1985–2009    | Volvo / Ramseier & Jenzer                 | BBC-Sécheron | B10M-55                 | Gelenk (4)                                          |
| 67–69      | 03    | 1974      | 1992–1994    | FBW / Hess                                | SAAS         | 91 GTS                  | Gelenk (2)                                          |
| 1 bis 20   | 020   | 1997–2000 | 1997–2018    | Hess                                      | Kiepe        | BGT-N2 (Swisstrolley 2) | Gelenk                                              |
| keine      | 01    | 1991      | 1991         | NAW / Hess                                | ABB          | BGT-N                   | Gelenk, Niederflur (3)                              |

(1) = Wagen 30 war vor seiner Inbetriebnahme in Bern Vorführwagen der Schweizer Industrie und fuhr als Demonstrationsfahrzeug im In- und Ausland, so beispielsweise in Vancouver. Nach einem Heizungsdefekt brannte er 1976 aus, wurde aber 1977 in eigener Werkstatt wieder aufgebaut. Später verkehrte Wagen 55 als Demonstrationsfahrzeug unter anderem in Solingen und Arnhem.
(2) = Leihwagen vom Trolleybus Neuenburg, Einsatz während der Winter 1992/93 und 1993/94. Die geplante Übernahme kam nicht zustande. 67 ehemals Neuenburg 156, 68 ehemals Neuenburg 158, 69 ehemals Neuenburg 160.
(3) = Vorführwagen des Typs BGT-N, dieser war damals bei allen Schweizer Trolleybusbetrieben ausser beim Trolleybus Lugano im Einsatz.
(4) = Gemeinsame Bestellung mit den Gelenkwagen 61-66 des Trolleybus Biel/Bienne.
Ausserdem stand in den Jahren 1943 bis 1960 ein von Saurer beziehungsweise Gangloff hergestellter Anhänger vom Typ 4R zur Verfügung. Er wurde vom Stadt-Omnibus Bern beschafft, trug anfangs die Nummer 101 und wurde 1956 in 201 umnummeriert. Der Anhänger wurde sowohl im Trolleybus- als auch im Autobusverkehr eingesetzt, zur Mitnahme ausgerüstet waren der Trolleybus 6 und die Autobusse 54 und 55.
Bis 2017 stand eine Flotte von 20 Wagen zur Verfügung, ausschliesslich niederflurige Gelenkwagen des Typs BGT-N2 mit einer elektrischen Ausrüstung von Kiepe, auch als Swisstrolley 2 bezeichnet. Sie wurden wie folgt beschafft:
- Erstes Lieferlos:
  - 1997: 1II bis 4II
  - 1998: 5II bis 8II
- Zweites Lieferlos:
  - 1999: 9II bis 16II
  - 2000: 17II, 18 bis 20

Diese Wagen wurden zwischen Dezember 2017 (Wagen 8 nach Unfall am 19. August 2017) und 12. November 2018 ausrangiert (Wagen 3 und 10)

### Verbleib
Die elf Wagen mit den Nummern 33, 34, 46, 53, 54 und 56 bis 61 wurden 2006 an die rumänische Stadt Brașov abgegeben, wo sie sich weiterhin im Einsatz befinden. Die ehemaligen Wagen 13, 28 und 59 befinden sich in der Obhut des Tramvereins Bern (TVB), der Trolleybus 38 ist im Eigentum des Trolleybusvereins Schweiz (TVS). Wagen 55 gelangte zum Obus-Museum Solingen e. V. und ist als einziger der fünf zu Museumszwecken konservierten Berner Trolleybusse betriebsfähig. Die Wagen 3, 11 und 16 bis 20 (Swisstrolley 2) wurden 2019 an den Oberleitungsbus Sarajevo in Bosnien-Herzegovina verkauft, wo sie weiter zum Einsatz kommen und den Fuhrpark erneuern sollen.

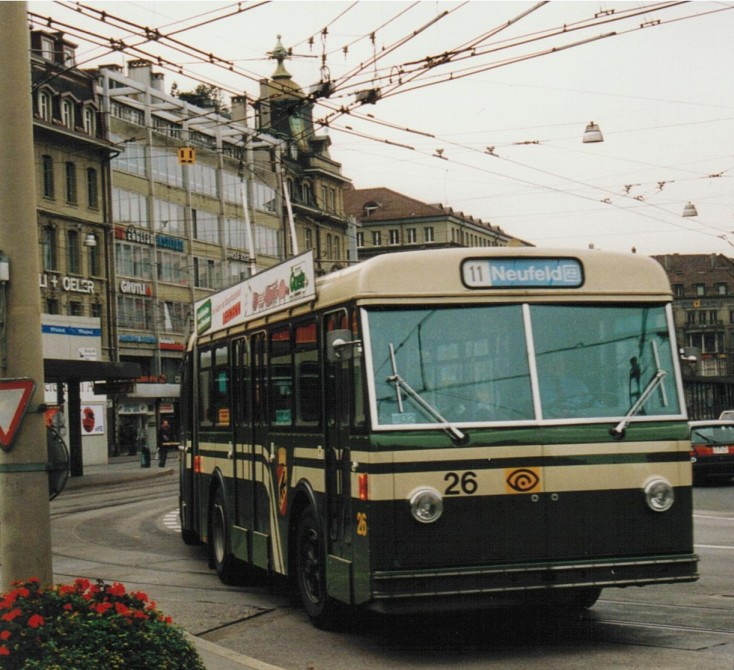
GTr51 Nummer 26, aufgenommen 1992 beim Bahnhof Bern
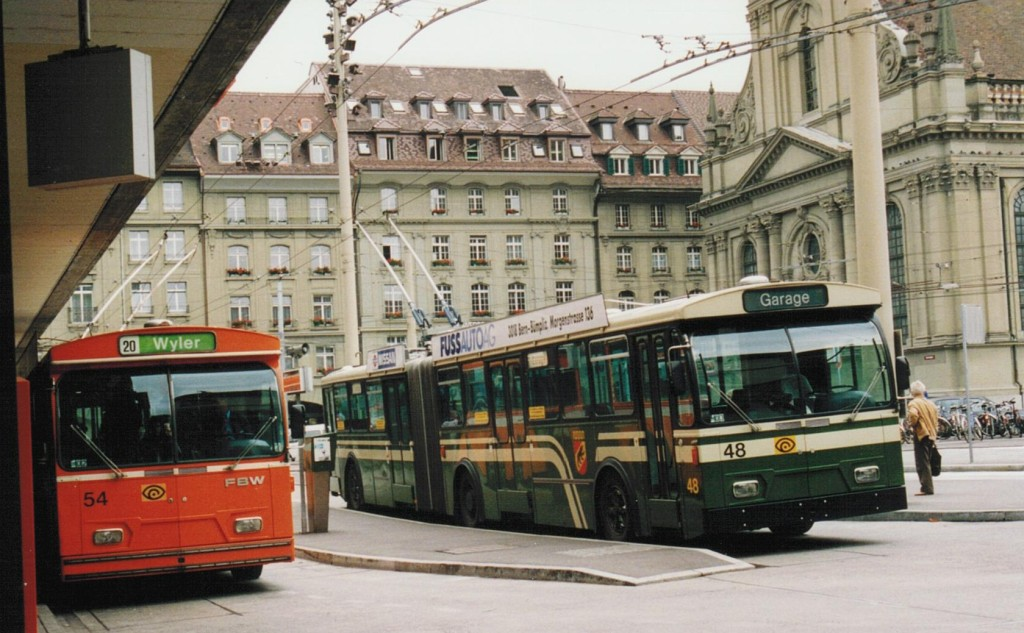
VST-Einheitstrolley FBW 91 GTL Nummer 54 im alten orangen und 48 im neueren grünen Anstrich (1992 Bahnhof Bern)
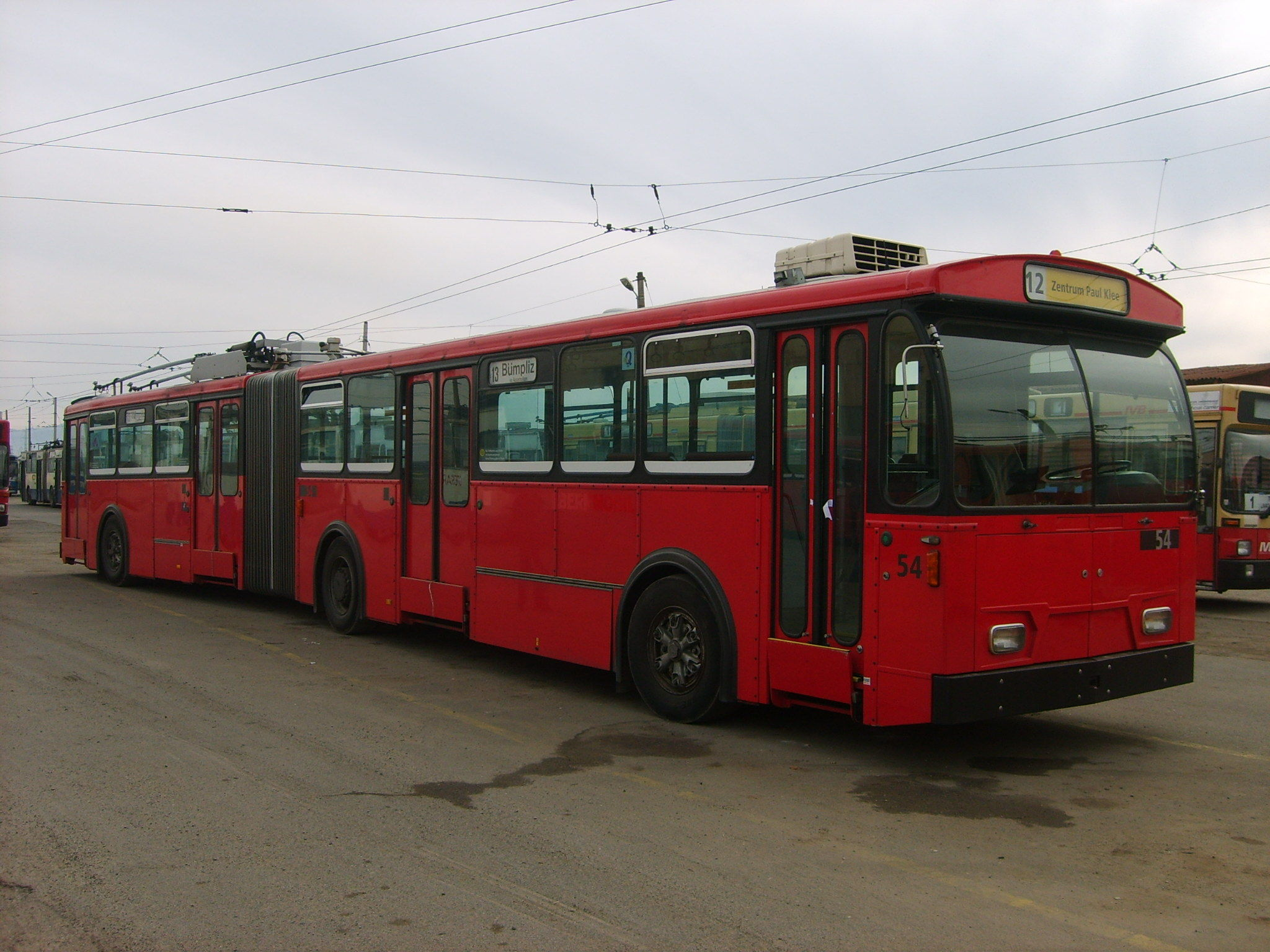
Gelenktrolley 54, aufgenommen 2006 nach seinem Verkauf in Brașov
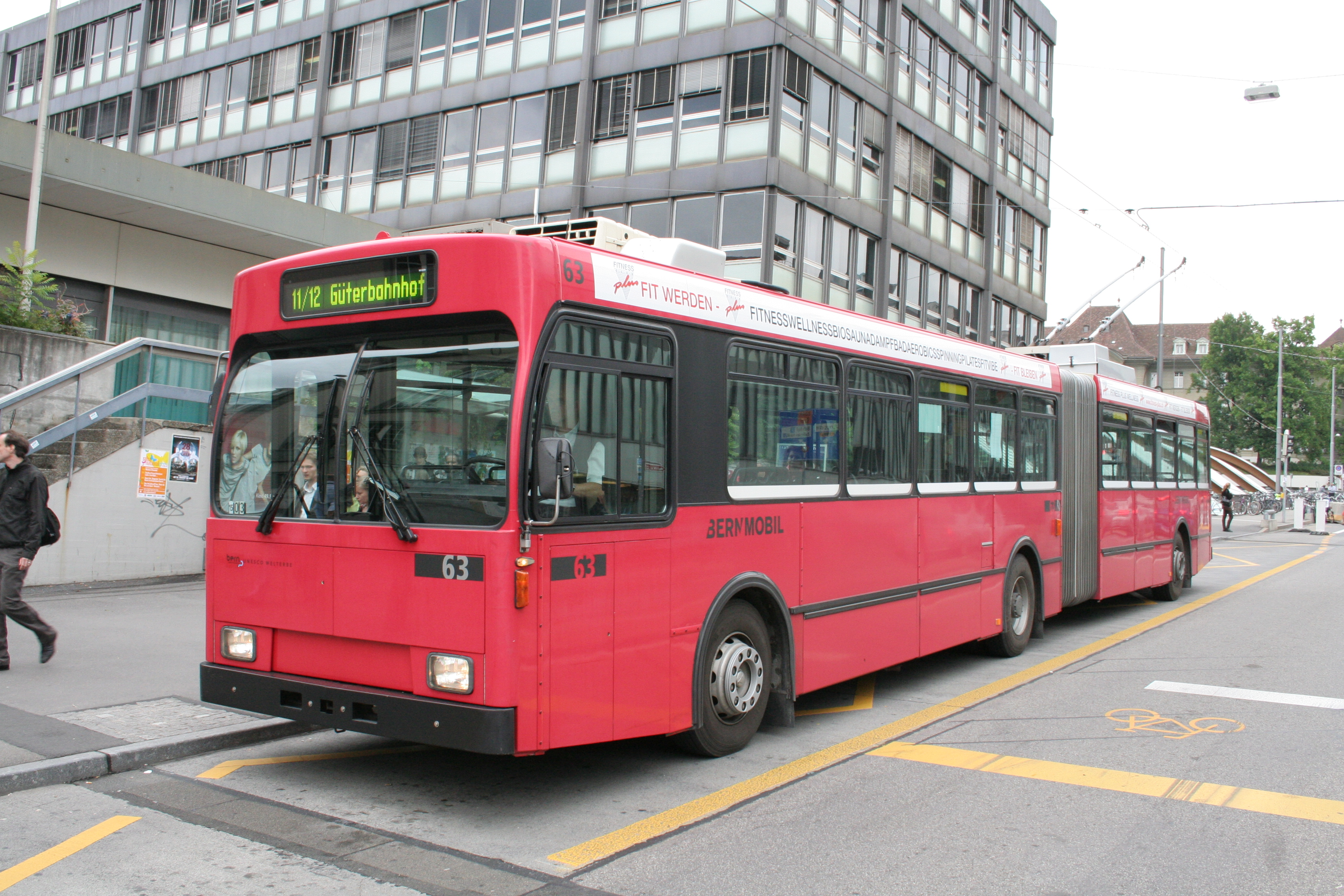
Gelenktrolley 63, hier 2007 auf der nur kurzzeitig betriebenen Doppellinie 11/12 Güterbahnhof–Länggasse
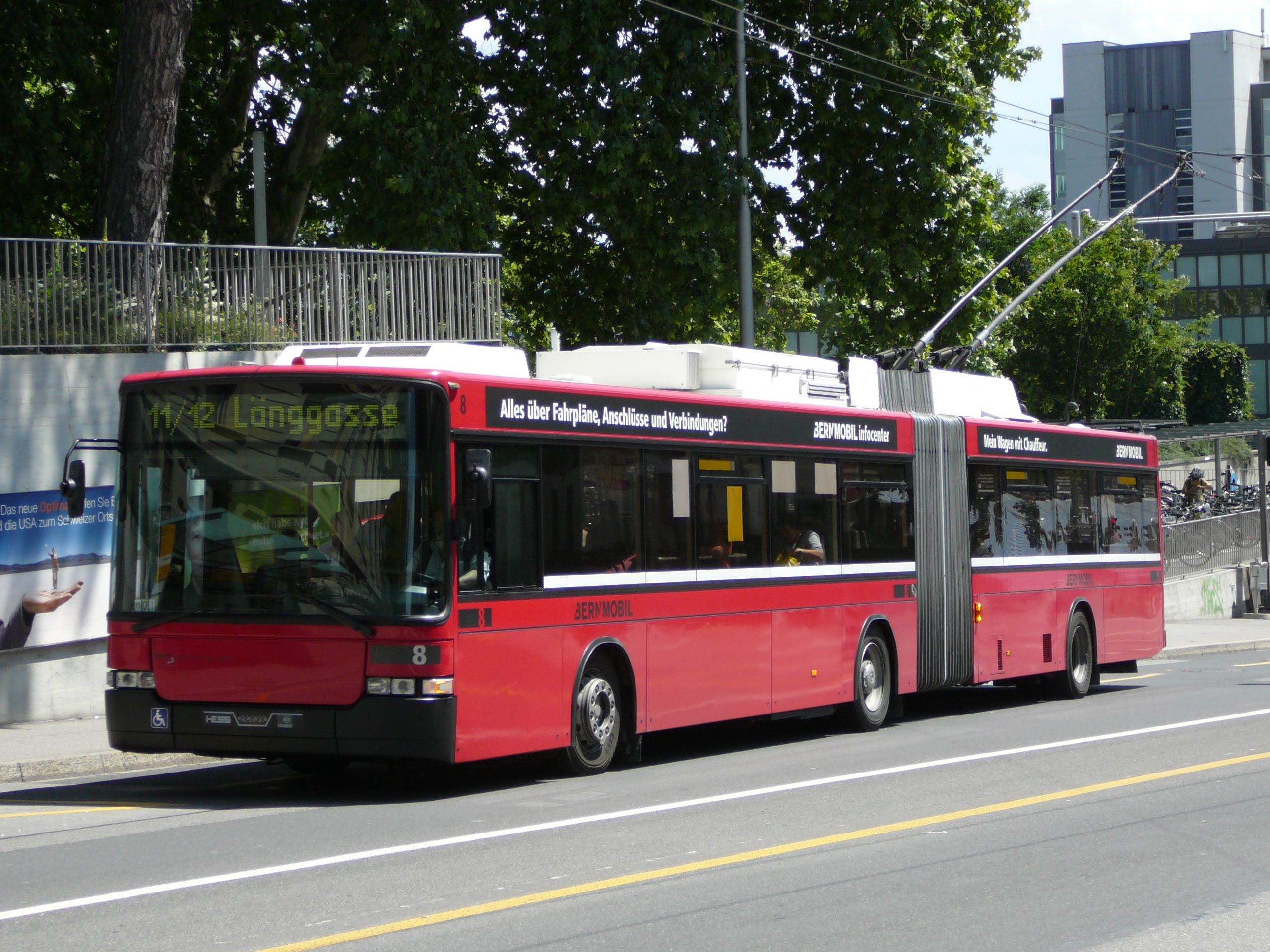
Gelenktrolley 8 im Jahr 2007